# Black Orlov
Pour les articles homonymes, voir Orloff.
Le Black Orlov (Orlov noir) est un diamant noir dont la date de découverte reste inconnue. Cette gemme, estimée d'une grande beauté, aurait été arrachée à une statue (celle du Dieu Brahmā, située initialement à Pondichéry, est généralement évoquée) ce qui entraine selon les traditions locales, une malédiction pour son acquéreur. Afin de détourner cet effet maléfique, ce diamant aurait été retaillé en trois pierres récemment. 
Selon d'autres études, il est peu plausible que cette gemme soit d'origine indienne car aucune preuve historique ne permet de déterminer de la présence de diamants noirs dans cette région et sa retaille date probablement du XVIIIe siècle.

## Description et histoire
Qualifié de « diamant noir », la couleur du Black Orlov est plutôt d'un gris foncé bronze. La pierre d’origine brute était estimée à un poids de 195 carats et a été ensuite coupée en une taille coussin de 67,5 carats. Le diamant est actuellement placé dans un pendentif, entouré d’un motif de plomb de 800 diamants blancs plus petits, et pend à un collier de platine serti de 124 petits diamants blancs.
Son histoire reste incertaine et évoque de façon étrange l'histoire du diamant Orloff, lequel avait été volé dans un temple hindou en Inde du Sud. La Russie a également été évoquée comme pays d'origine en raison des nationalités de ses différentes propriétaires. Cette pierre a connu de nombreux propriétaires dont une diamantaire dénommée J.W Paris et des princesses russes, décédées de façon violente sans que toutes ces personnes soient répertoriées comme réels propriétaires, voire clairement identifiés. Les seules propriétaires reconnues de façon officielle sont la princesse Léonille de Sayn-Wittgenstein-Sayn et Nadejda Petrovna de Russie, lesquelles sont décédées à un âge avancé. Selon un site spécialisé, il aurait été vendu en octobre 2006 au prix de 360 000 dollars.

## Expositions
Cette pierre a été exposée dans plusieurs musées, dont le musée américain d'histoire naturelle de New York et le musée d'histoire naturelle de Londres (Natural History Museum).